# 荒木裕志
荒木 裕志（あらき ゆうじ、1956年 - ）は日本のジャーナリスト。日本放送協会の政治部長、報道局長、理事・放送総局副総局長を経て、専務理事。

## 略歴
- 1956年8月、群馬県出身
- 1981年3月、東京大学文学部卒業
- 1981年4月1日、日本放送協会（以下、NHK）入局[1]
- 1981年5月、NHK岡山放送局放送部
- 1986年8月、報道局取材センター
- 1996年6月、報道局取材センター政治部記者
- 2000年5月、報道局取材センター政治部副部長
- 2003年6月、報道局取材センター政治部担当部長
- 2007年6月、報道局ニュース制作センターテレビニュース部エグゼクティブ・プロデューサー
- 2008年6月、報道局取材センター政治部長[1]
- 2010年6月、解説委員室解説主幹[1]
- 2011年6月、報道局編集主幹[1]
- 2013年5月、報道局長[1]
- 2016年4月、NHK理事 放送総局副総局長 放送統括補佐（報道部門統括）/国際統括担当[1]
- 2019年4月、NHK専務理事 経営企画統括

## 人物
- 報道局長在任中に、大阪放送局のローカル番組「かんさい熱視線」（2014年4月放送）と、「クローズアップ現代」の『追跡"出家詐欺"〜狙われる宗教法人〜』（同年5月14日全国放送）のやらせ疑惑問題が発生し、事態の収拾に追われたが理事に昇格し、局の内外から批判を浴びた[2]。
- 報道部門統括と国際報道局の統括を務め、放送総局副総局長として、女性記者過労死事件を受け、働き方改革を行う[3][4]。
- NHK山形放送局の記者が甲府放送局時代から強姦事件を重ねて逮捕・起訴された件につき[5]、上田良一会長が給与の30%を2017年4月からの3カ月間、自主返納することとし、放送総括補佐担当の理事だった荒木も、堂元光副会長や木田幸紀専務理事とともに給与の10%を2017年4月からの3カ月間、自主返納することとした[6]。なお、この発表を行った翌日の4月6日に、元職員は強姦致傷容疑で山梨県警に再逮捕されている（山形を含めると3回目）[7]。

## 過去の担当番組
- NHKニュース（テレビニュース部エグゼクティブ・プロデューサー）